# Oxira juncta
Oxira juncta là một loài bướm đêm trong họ Noctuidae.